# Rio Buceș
O Buceș é um rio da Romênia afluente do Crișul Alb, localizado no distrito de Hunedoara.